# トーマス・ケスラー
トーマス・ケスラー（ドイツ語: Thomas Kessler、1986年1月20日 - ）は、西ドイツ・ケルン出身の元プロサッカー選手。ポジションは、ゴールキーパー。

## クラブ経歴
1.FCケルンの下部組織で育成され、2.ブンデスリーガ所属時の2006–07シーズンにトップチームデビュー。2010年9月12日の古巣FCザンクトパウリ戦でブンデスリーガ初出場。

## 代表
2002年に1度だけU16代表として出場した。

## タイトル
1.FCケルン
- 2. ブンデスリーガ : 2018-19